# The White Door
The White Door là một trò chơi điện tử giải đố được phát triển bởi studio Hà Lan Rusty Lake. Trò chơi được phát hành trên Steam và iOS vào ngày 9 tháng 1, 2020 và trên GOG.com vào 14 tháng 4, 2020.
Câu chuyện của The White Door xoay quanh Robert Hill, anh thức dậy ở Mental Health Facility và mất trí nhớ. Người chơi cần lần theo các hướng dẫn để tìm bí mật của nhân vật chính và giúp anh ấy hồi phục lại trí nhớ.